# El espontáneo
El espontáneo es una película española de 1964 dirigida por Jorge Grau.y protagonizada por el debutante Luis Ferrín, acompañado entre otros por Fernando Rey, Ana María Noé y Ángel de Andrés.
La película está rodada en blanco y negro con fotografía de Federico G. Larraya, pero cuenta con varios planos y escenas en color hacia el final con una clara intencionalidad artística por parte del director.
Los cuadros del pintor que interpreta Fernando Rey son obra del pintor y escultor Carlos Sansegundo.
La película de una realidad cruda sobre la juventud y la vida laboral muestra una crítica social,que la entronca con otras películas anteriores similares: Los chicos (1959), de Marco Ferreri y Los golfos (1960), de Carlos Saura.

## Sinopsis
Paco (Luis Ferrín), un joven botones de un hotel de lujo, suele hacer pequeños negocios con la reventa de entradas de corridas de toros a los turistas. Cuando es despedido del trabajo de forma injusta no encuentra ningún empleo y deambula por las tabernas. Piensa que su única salida es en los toros, oficio que considera fácil y con el que puede salir de la miseria rápidamente. La realidad es muy distinta y tiene que aceptar la verdad que se manifiesta de forma muy dramática.